# Macropelopia colombiana
Macropelopia colombiana är en tvåvingeart som först beskrevs av Rempel 1937.  Macropelopia colombiana ingår i släktet Macropelopia och familjen fjädermyggor.
Artens utbredningsområde är Colombia. Inga underarter finns listade i Catalogue of Life.